# 스티치 픽스
스티치 픽스(Stitch Fix)는 미국의 온라인 개인 스타일링 서비스이다. 추천 알고리즘과 데이터 사이언스를 사용하여 크기, 예산, 스타일에 따라 의류 품목을 개인화한다. 이 회사는 2011년에 설립되었으며 2017년에 16억 달러의 가치로 기업공개(IPO)를 받았다. 스티치 픽스는 2023년 회계연도에 16억 달러의 순수익을 창출해 전년 대비 21% 감소했으며 2023년 9월 활성 고객 수는 3,297,000명에 달했다. 본사는 캘리포니아주 샌프란시스코에 있으며 2023년 7월 29일 기준 전 세계적으로 5,860명의 직원을 고용하고 있다.